# Xã Norwood Park, Quận Cook, Illinois
Xã Norwood Park (tiếng Anh: Norwood Park Township) là một xã thuộc quận Cook, tiểu bang Illinois, Hoa Kỳ. Năm 2010, dân số của xã này là 26.385 người.